# Flughafen Skien

i7
i11
i13
Der Flughafen Skien (norwegisch: Skien lufthavn, Geiteryggen, IATA-Code: SKE, ICAO-Code: ENSN) ist ein norwegischer Regionalflughafen südlich der Stadt Skien.

## Fluggesellschaften und Ziele
Derzeit fliegt von diesem Flughafen aus nur die allgemeine Luftfahrt, jedoch keine Liniendienste, nachdem zuletzt Widerøe ihre Flüge nach Bergen am 29. Juni 2015 eingestellt hatte. Zuvor hatte auch Danish Air Transport im Mai 2013 die Verbindung nach Stavanger und im März 2012 die Route nach Bergen eingestellt.
In der Vergangenheit flogen auch Fjellfly, Norving, Norsk Air, Sun-Air of Scandinavia, Air Stord, Teddy Air, Coast Air, Golden Air und European Executive Express Skien an. Die zwischenzeitlich insolvente Vildanden unterhielt hier ihre Basis.